# Traditionalisme
Traditionalisme er en intellektuel bevægelse inden for filosofi, spiritualitet og politisk teori, der fremhæver betydningen af tradition, autoritet og metafysisk orden i samfundet. Den traditionalistiske tankegang er kritisk over for modernitetens sekularisme og ser den som årsager til samfundsforfald og kulturel forvitring.

## Hovedtræk
Åndelig traditionalisme er en tilgang til åndelighed, som vægter bevarelse af traditionelle spirituelle værdier, læresætninger og praksisser. Det er en tilgang, som vægter kontinuitet, stabilitet og overholdelse af åndelige traditioner, der betragtes som værdifulde og meningsfulde.
Traditionalisterne betragter traditionen som en kilde til visdom, moral og social orden, og de understreger behovet for at bevare og genoplive traditionelle værdier, normer og institutioner. De tror på eksistensen af en objektiv metafysisk orden, der ligger til grund for den menneskelige tilværelse, og ser traditionen som en vej til erkendelse af denne orden.
Bevægelsen har rødder i tænkere som René Guénon, Julius Evola og Frithjof Schuon, der i det 20. århundrede formulerede traditionalistiske ideer. De argumenterede for en tilbagevenden til traditionelle religiøse værdier som en vej til at løse samfundsmæssige problemer og genoprette harmonien mellem mennesket og kosmos.

## Indflydelse
Traditionalismen har haft en betydelig indflydelse på moderne spiritualitet. Nogle nyere forfattere har videreført visse af ideerne.
Traditionalistiske idéer har også haft indflydelse på forskellige politiske og ideologiske bevægelser, herunder især højreorienterede og konservative strømninger. Vægten på hierarki, traditionelle værdier og aristokrati har tiltrukket opmærksomhed fra visse politiske grupper, selvom der ikke altid er enighed om fortolkningen af idéerne.
Traditionalismens tanker har været genstand for omfattende akademisk forskning og debat, og deres idéer har også haft indflydelse på kulturelle strømninger og diskussioner om identitet, globalisering og samfundsmæssige forandringer.